# Batalha de Zutphen

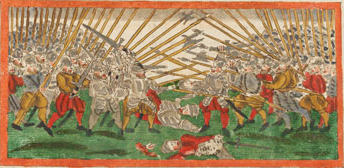
Imagem de Johann Jakob Wick ilustrando seu relatório sobre a Batalha de Zutphen, publicado em 12 de outubro de 1586

A Batalha de Zutphen foi travada em 22 de setembro de 1586, perto da vila de Warnsveld e da cidade de Zutphen, na Holanda, durante a Guerra dos Oitenta Anos. Foi travada entre as forças das Províncias Unidas dos Países Baixos, auxiliadas pelos ingleses, contra os espanhóis. Em 1585, a Inglaterra assinou o Tratado de Nonsuch com os Estados Gerais dos Países Baixos e entrou formalmente na guerra contra a Espanha. Robert Dudley, Conde de Leicester, foi nomeado Governador-Geral dos Países Baixos e enviado para lá no comando de um exército inglês para apoiar os rebeldes holandeses. Quando Alessandro Farnese, Duque de Parma e comandante do Exército Espanhol de Flandres, sitiou a cidade de Rheinberg durante a Guerra de Colônia, Leicester, por sua vez, sitiou a cidade de Zutphen, na província de Guéldria e na margem oriental do rio IJssel.
Zutphen era estrategicamente importante para Farnese, pois permitia que suas tropas cobrassem contribuições de guerra na rica região de Veluwe. Portanto, ele deixou algumas tropas bloqueando Rheinberg e marchou para socorrer a cidade. A princípio, ele forneceu pessoalmente Zutphen, mas à medida que o cerco anglo-holandês continuava, ele reuniu um grande comboio cuja entrega à cidade confiou a Alfonso Félix de Ávalos Aquino y Gonzaga, Marquês del Vasto /Guasto. Leicester soube disso quando um mensageiro despachado por Farnese para Francisco Verdugo, o homem encarregado de Zutphen, foi interceptado. Os ingleses e holandeses prepararam uma emboscada, no qual estiveram envolvidos muitos cavaleiros e nobres ingleses. No final, os espanhóis conseguiram entregar o comboio em segurança a Zutphen, após uma dura batalha. A cavalaria espanhola, composta principalmente por italianos e albaneses, foi derrotada pela cavalaria inglesa sob o comando do conde de Essex. A infantaria espanhola, no entanto, manteve-se firme e entregou o comboio a Zutphen. A partir daí, reforçadas por Verdugo, as tropas espanholas obrigaram os ingleses a recuar.
Zutphen foi assegurado para os espanhóis, embora nas semanas seguintes os ingleses tenham conseguido capturar um grande forte espanhol, o candelabro de Zutphen, na margem do rio IJssel, em frente à cidade. A maior parte dos ganhos ingleses foi anulada quando, meses depois, os governadores ingleses de Deventer e do candeeiro de Zutphen desertaram para as fileiras espanholas e entregaram os seus lugares a Farnese.

## Batalha

### Preparação
Para abastecer a guarnição de Zutphen Alessandro Farnese decidiu enviar provisões para 4 000 homens suficientes para 3 meses, para transportar os alimentos foi formado um grande comboio composto por 2 500 infantaria (1 000 deles espanhóis) e 600 cavaleiros italianos e albaneses sob o comando do Marquês de Vasto Alfonso Felice d'Avalos.
No dia 21 de setembro, Farnese enviou um correio a Verdugo para informá-lo da chegada do comboio, mas a mensagem foi interceptada pelos ingleses. O comandante inglês Robert Dudley, aconselhado pelos seus oficiais, decidiu emboscar o comboio. O Duque de Leicester apoiado pelo Duque de Essex, Sir John Norreys, Sir William Stanley, Lord Willoughby, Sir Philip Sidney e William Russell liderou uma força de cerca de 1 700 homens (no entanto os números relativos ao número de soldados são em muitos casos discordantes) e preparado para a emboscada.

### Emboscada
Na manhã de 22 de setembro, os ingleses enfrentaram o comboio espanhol mais cedo do que o esperado. Às 8h00 da manhã Sir William Stanley iniciou o embate com a vanguarda espanhola, que foi rapidamente derrotada à primeira investida, contudo os piqueiros espanhóis sob as ordens do capitão Pedro Manrique e Manuel de Vega organizaram uma defesa eficaz. À medida que a batalha avançava, a fumaça dos mosquetes foi percebida pela cidade e Verdugo decidiu enviar um contingente de socorro, enquanto os ingleses tentavam romper as linhas espanholas 3 vezes, falhando em suas tentativas. Depois das forças de Verdugo e do Marquês del Vastose encontraram, tanto os ingleses quanto os espanhóis acreditaram erroneamente que os cidadãos da cidade haviam se rebelado contra os poucos soldados restantes.
Na confusão da batalha, a cavalaria ítalo-albanesa atacou os ingleses, sem ordens diretas de d'Avalos, sofrendo diversas perdas. Do lado inglês, Philip Sidney foi mortalmente ferido na perna durante o ataque final. Os comandantes anglo-holandeses, vendo o fortalecimento das fileiras espanholas, decidiram recuar.

## Consequências
Os historiadores não têm certeza sobre as perdas: segundo Motley as perdas inglesas foram de 13 cavaleiros e 22 infantaria enquanto as espanholas foram cerca de 200, enquanto segundo Vásquez as perdas espanholas foram leves enquanto as inglesas foram elevadas.
A cidade de Zupthen permaneceu sob controle espanhol até 1591, quando foi conquistada por Maurício de Nassau.